# キトの市街
キトの市街（キトのしがい）は、エクアドルの首都キトの旧市街を対象とするUNESCOの世界遺産リスト登録物件であり、アーヘン大聖堂（ドイツ）、ラリベラの岩窟教会群（エチオピア）、イエローストーン国立公園（アメリカ合衆国）などとともに1978年に登録された最初の世界遺産12件のひとつである。キトの市街は保存状態の良好さが高く評価されている歴史地区であり、16世紀には南米大陸におけるキリスト教布教の拠点だったことから、かつては「アメリカ大陸の修道院」の異名をとった。市街には当時を偲ばせる様々な建築様式の聖堂・修道院などが数多く残っている。登録名は「キト市街」、「キト旧市街」などとも訳される。

## 歴史
エクアドルの首都キト（サン・フランシスコ・デ・キト）は標高2850 m　に位置している。その国名（エクアドルは赤道の意味）が示すように、赤道直下に位置する国だが、その標高の高さに起因する過ごしやすい気候は、都市の発展にも寄与した。
キトの建設は1534年のことで、インカの武将ルミニャウイの追撃の途上でこの地に入ったセバスチャン・デ・ベナルカサスによるものである。スペイン入植以前のインカ人都市は、スペイン人の侵略に抵抗しようとする住民自らによって破壊されたため、その痕跡は残っていない。
1543年に正式にスペインの植民地支配が開始されると、独立広場を中心として格子状に街路が形成され、さまざまな建物が並ぶようになった。スペイン植民都市は建設に関して様々な規格が存在しており、広場を中心とするキトの市街もそれに倣っている。他方で、キトは傾斜地に規格化された都市計画を持ち込んだ都合上、急勾配の街路や階段が見られる。
様式は時代ごとに変遷し、旧市街ではルネサンス様式、バロック様式、ムデハル様式などを見ることができる。キトに進出した修道会はフランシスコ会、ドミニコ会、イエズス会など様々で、彼らが築いた多くの宗教建造物が立ち並んだキトは、前述の通り「アメリカ大陸の修道院」ないし、「南アメリカの修道院」の異名をとった。
1917年の大地震、1987年の大地震などでたびたび被災したが、歴史地区の保存状態の良好さはラテンアメリカで随一と評価されている。

## 主な建造物

### サン・フランシスコ聖堂・修道院
フランシスコ会修道院は1535年に建設され、これは同じ年から建設が始まったサン・フランシスコ聖堂とともに、南アメリカ大陸最古のカトリックの宗教建造物である。修道院は南アメリカで「もっとも威厳のある教会建築」ともいわれる。
付属のサン・フランシスコ聖堂の建設を手がけたのはフランドル出身のホドコ・リッケで、かれはフランシスコ会士だった。内部に安置された十二使徒像はカスピカラ（インディオの彫刻家）の手になるものである。
付属するインディオのための教育機関は、神学と美術の学校となった。この工芸学校は南米最初のもので、南米美術の一派であり、大きな影響力を持った「キト派」を生み出したことで知られている。

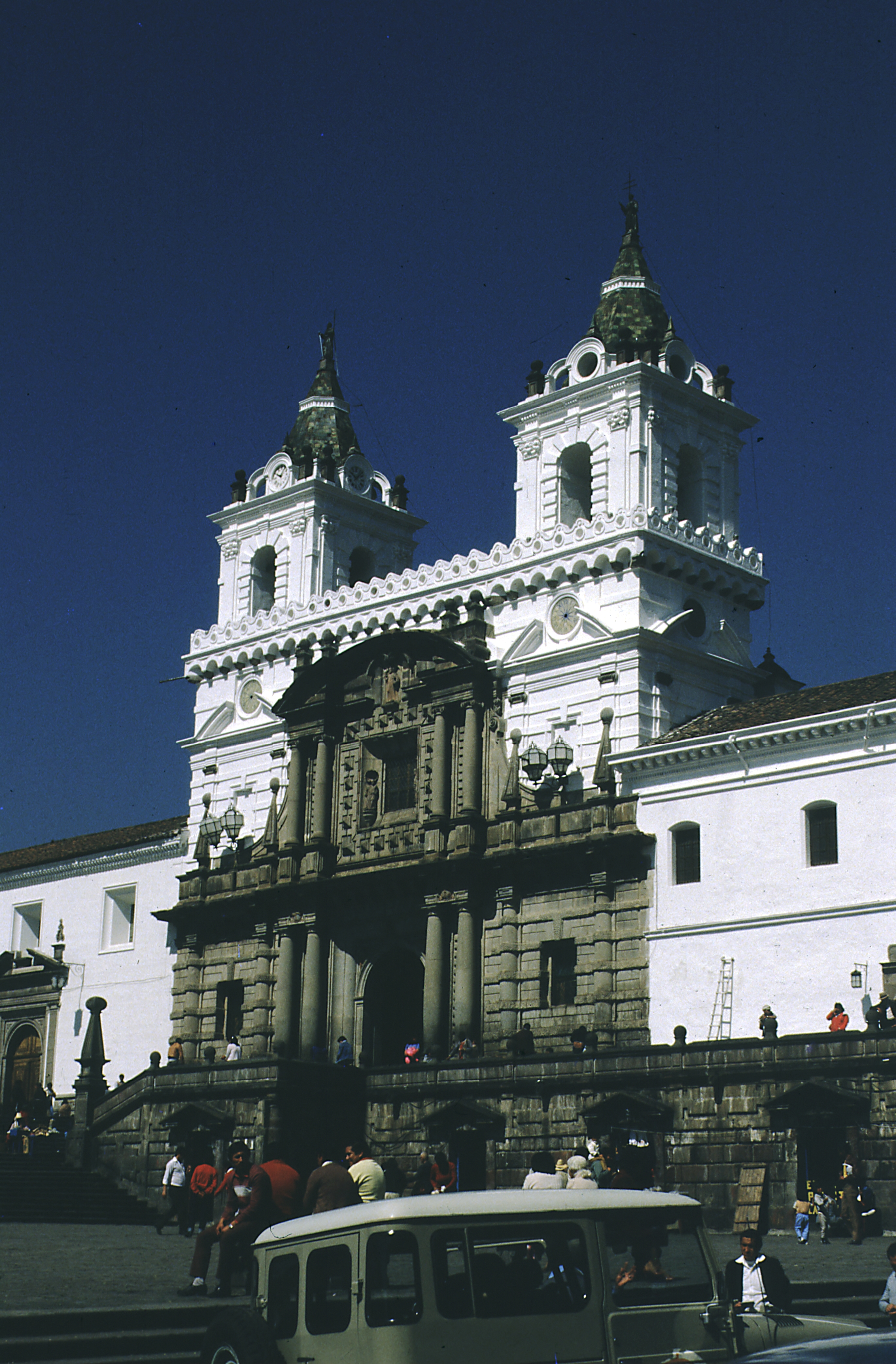
サン・フランシスコ教会・修道院
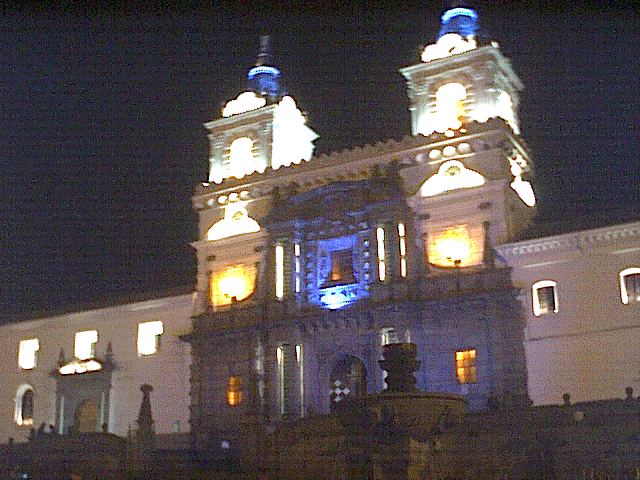
夜のファサード

### 独立広場と大聖堂
市街の中心部に位置し、大統領府、市庁舎、大聖堂などに囲まれている。独立広場に面している大聖堂は1572年に建造された。1660年、1755年、1797年と大地震の被災のたびに修復されたので、本来の様式に比べて簡素に変わっている。大祭壇にはカスピカラの彫刻が飾られている。この大聖堂には、エクアドルの初代大統領フアン・ホセ・フローレス、ボリビアの初代大統領アントニオ・ホセ・デ・スクレの棺が納められている。

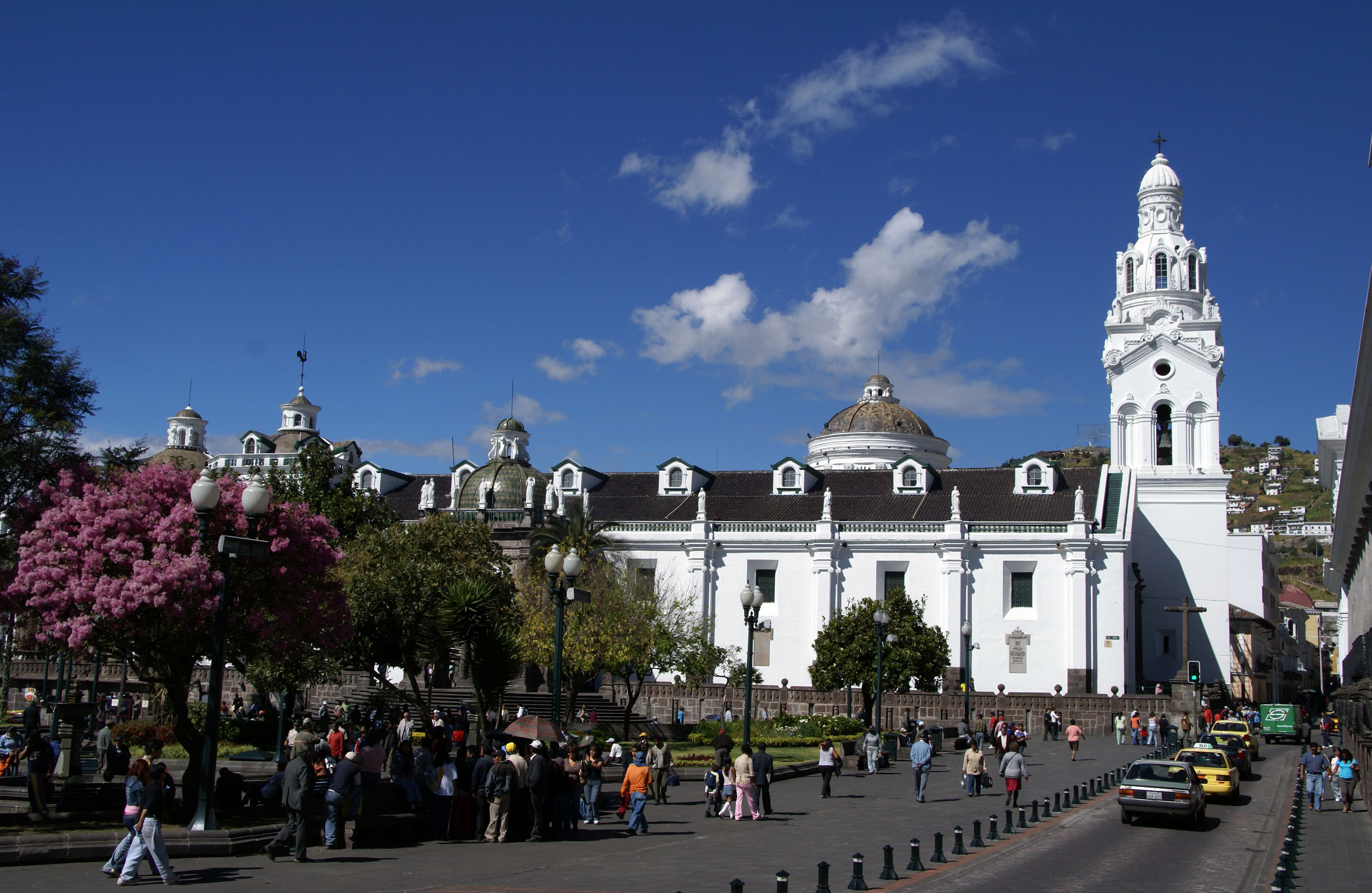
大聖堂
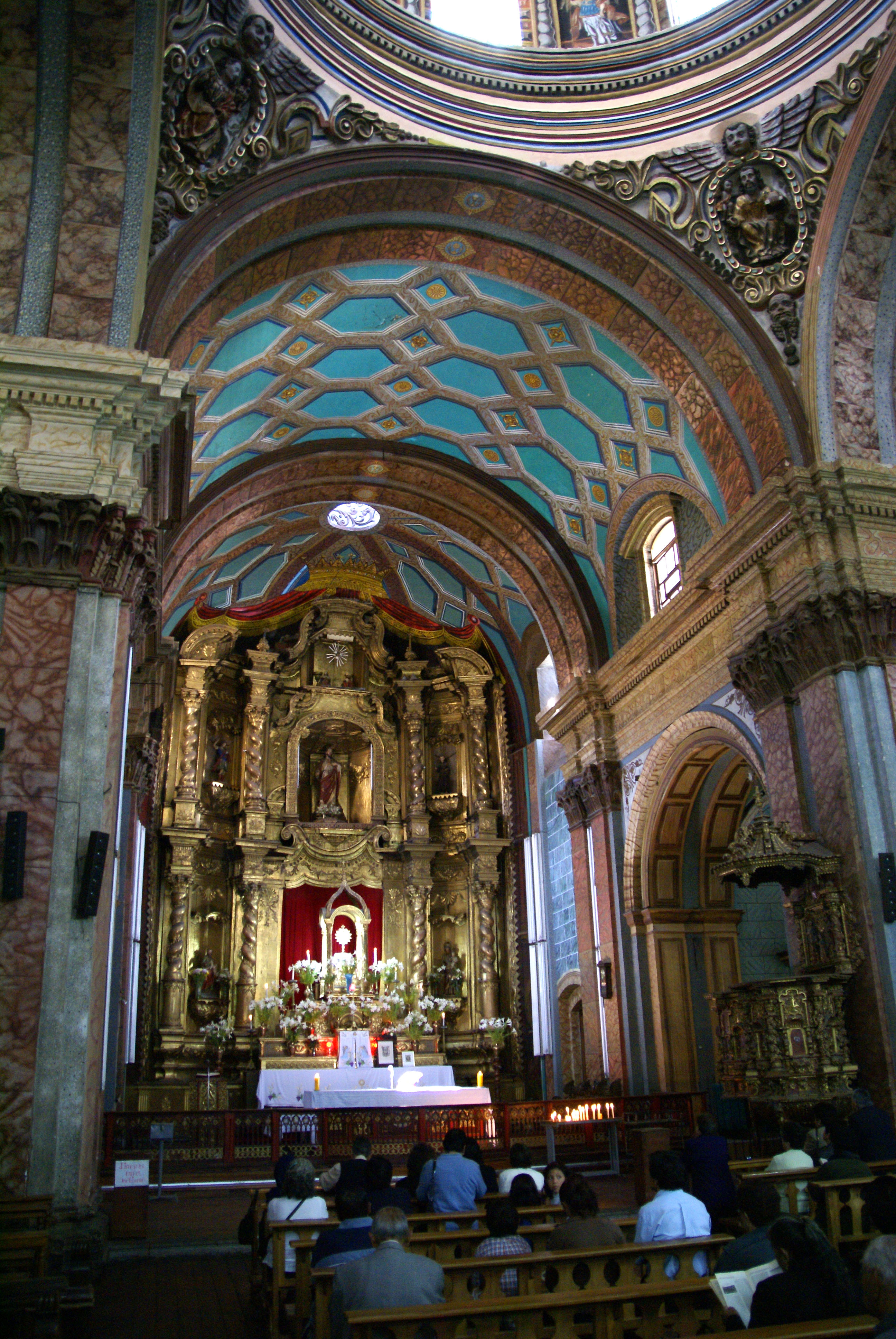
大聖堂の内部
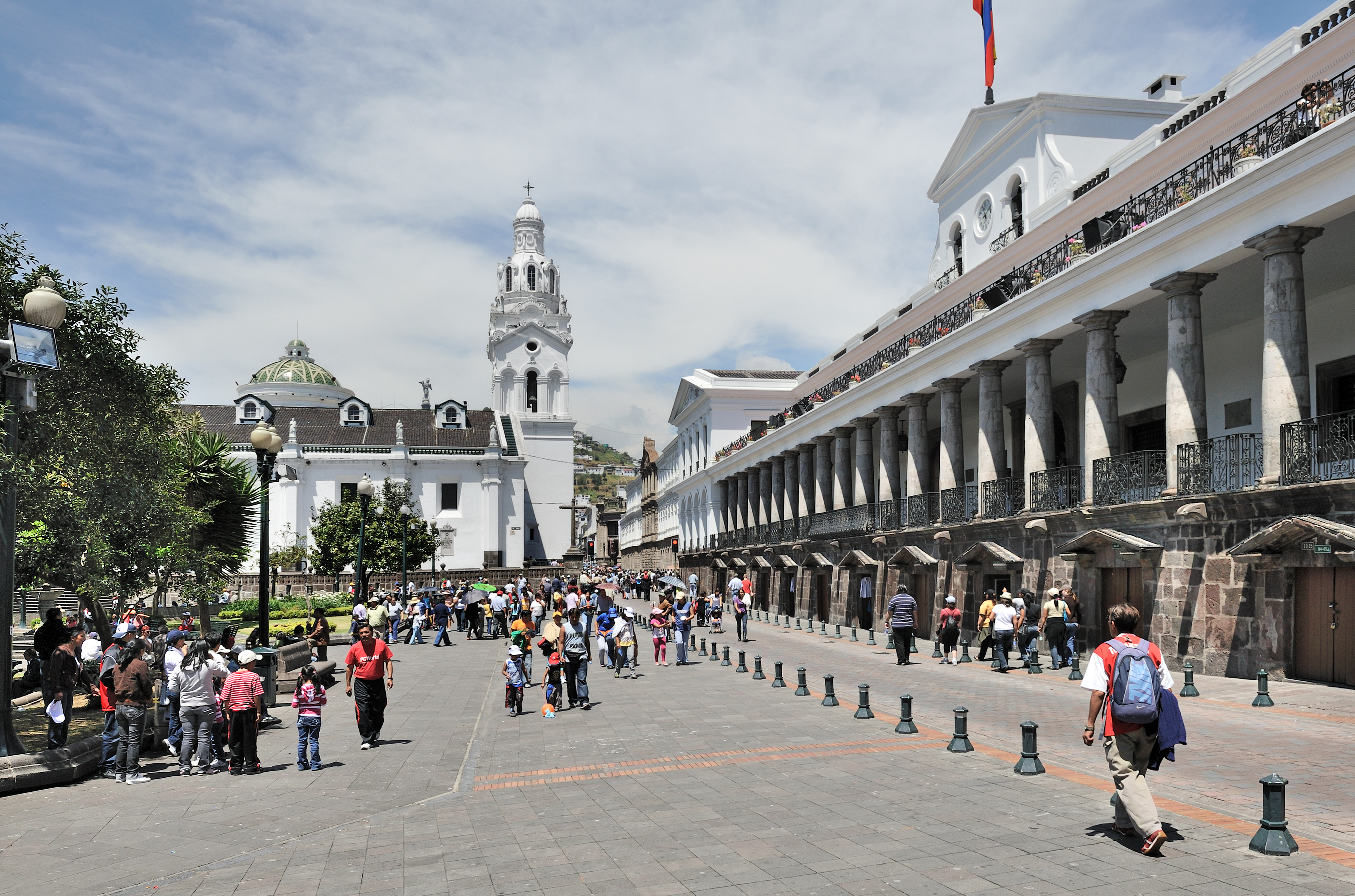
独立広場

### サント・ドミンゴ聖堂・修道院
ドミニコ会修道院は17世紀初頭に建造されたバロック様式の宗教建造物で、キト最古の街路であるロンダ通りに残っている。石橋で結ばれた通りの向かい側に位置するサント・ドミンゴ聖堂は、建設許可の都合上、約100年後に建設された。内部の装飾では、ロザリオの聖母礼拝堂にある祭壇衝立の芸術性の高さが特筆されている。

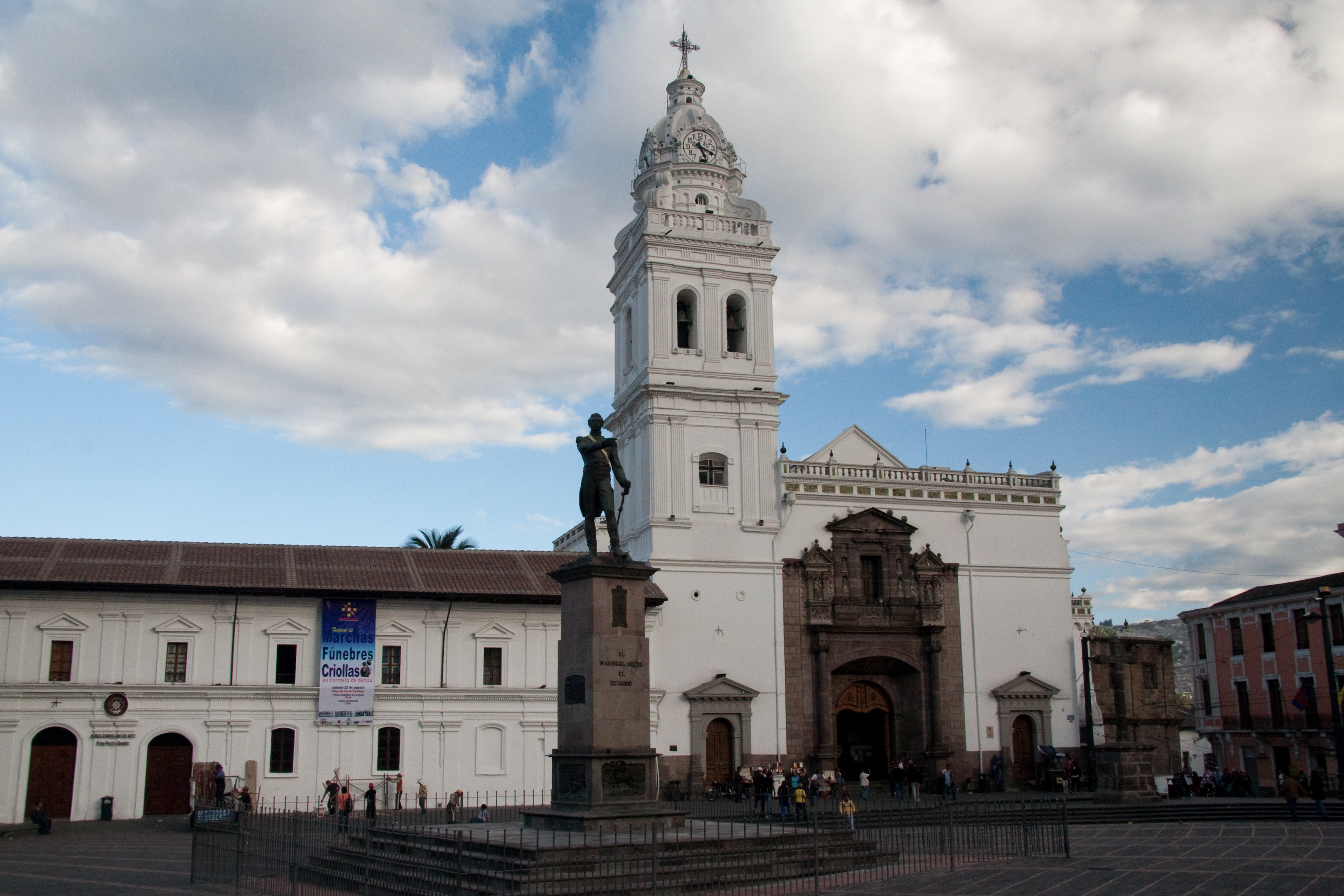
外観
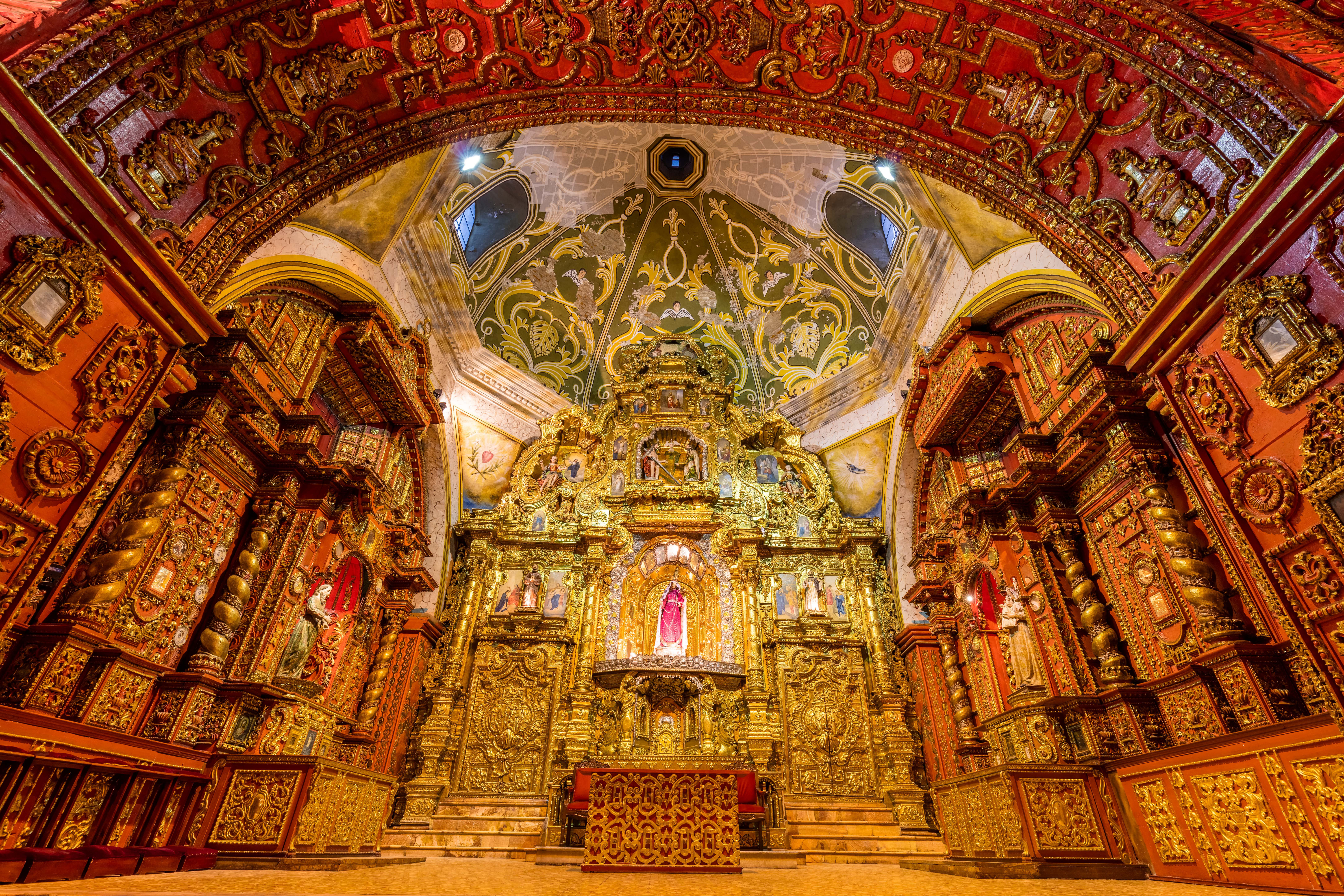
内部

### ラ・メルセー聖堂
ラ・メルセー聖堂は、托鉢修道会の一派であるメルセス会の建物である。植民地時代に建てられた宗教建造物の中では最後に位置する18世紀の建物だが、内部に安置された聖母像は1575年製作のキト最古のマリア像である。高さ47 mの塔は、建設当初はキトで最も高い建物だった。

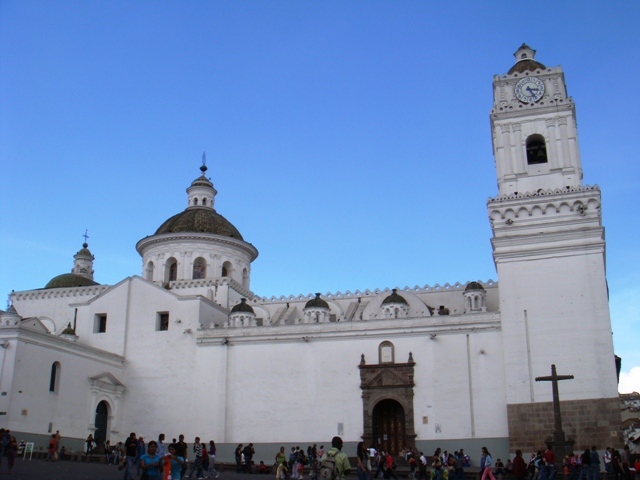
ラ・メルセー教会
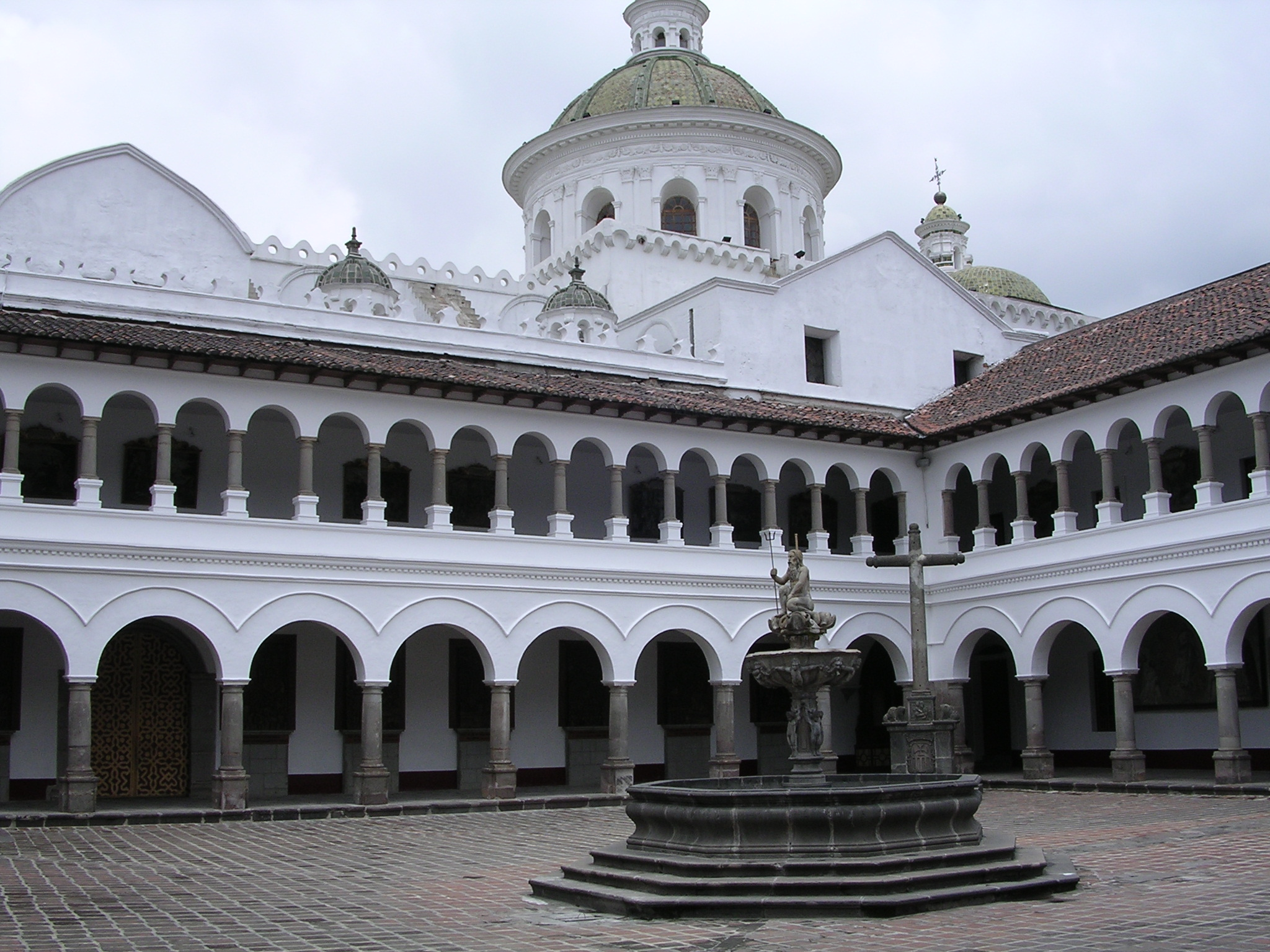
回廊

### ラ・コンパーニア聖堂
ラ・コンパーニア聖堂は1605年にドイツ人のレオンハルト・ドイブラーが着工し、イタリア人のベネッチオ・ガンドロフィットが1766年に完成させた聖堂で、祭壇の装飾にはふんだんに金箔が使われている。イエズス会の聖堂で、イタリア・バロックとスペイン・バロックの様式が混じりあったその建築は、エクアドルに残るバロック様式建造物の中では最高傑作とも評されている。安山岩で築かれており、ファサードは螺旋状の柱で飾られ、優美なものと見なされている。

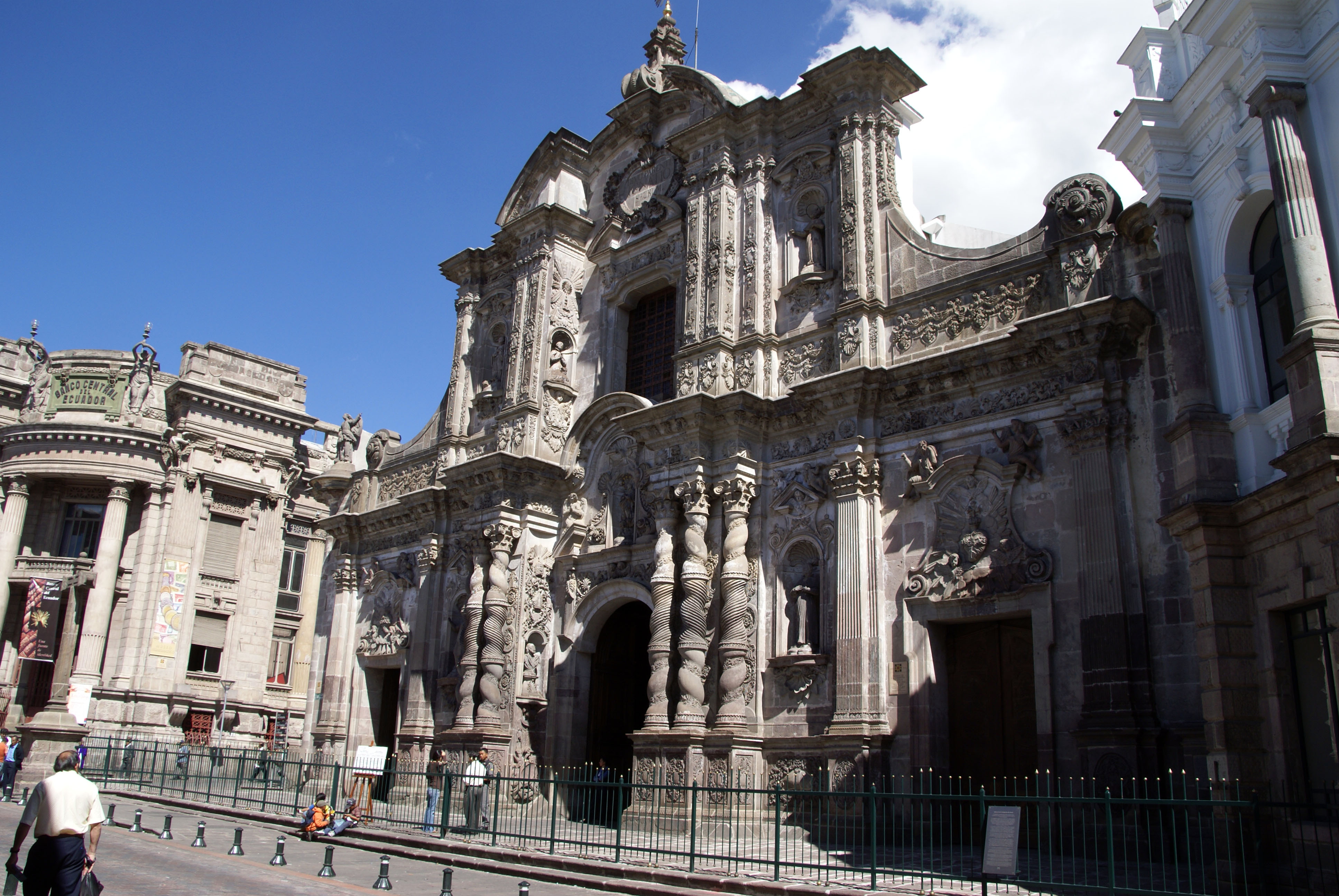
ラ・コンパーニア教会の外観
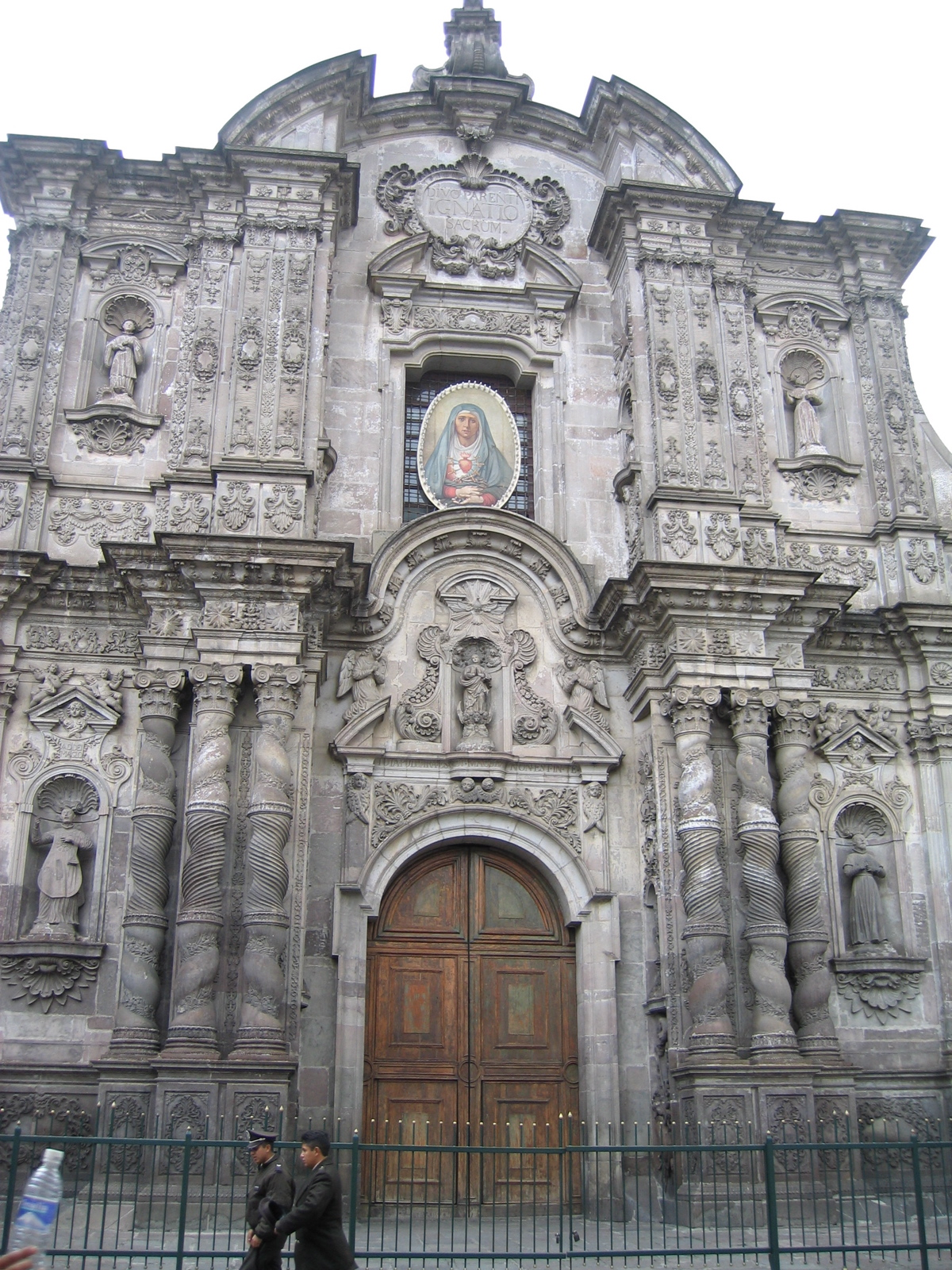
ファサード
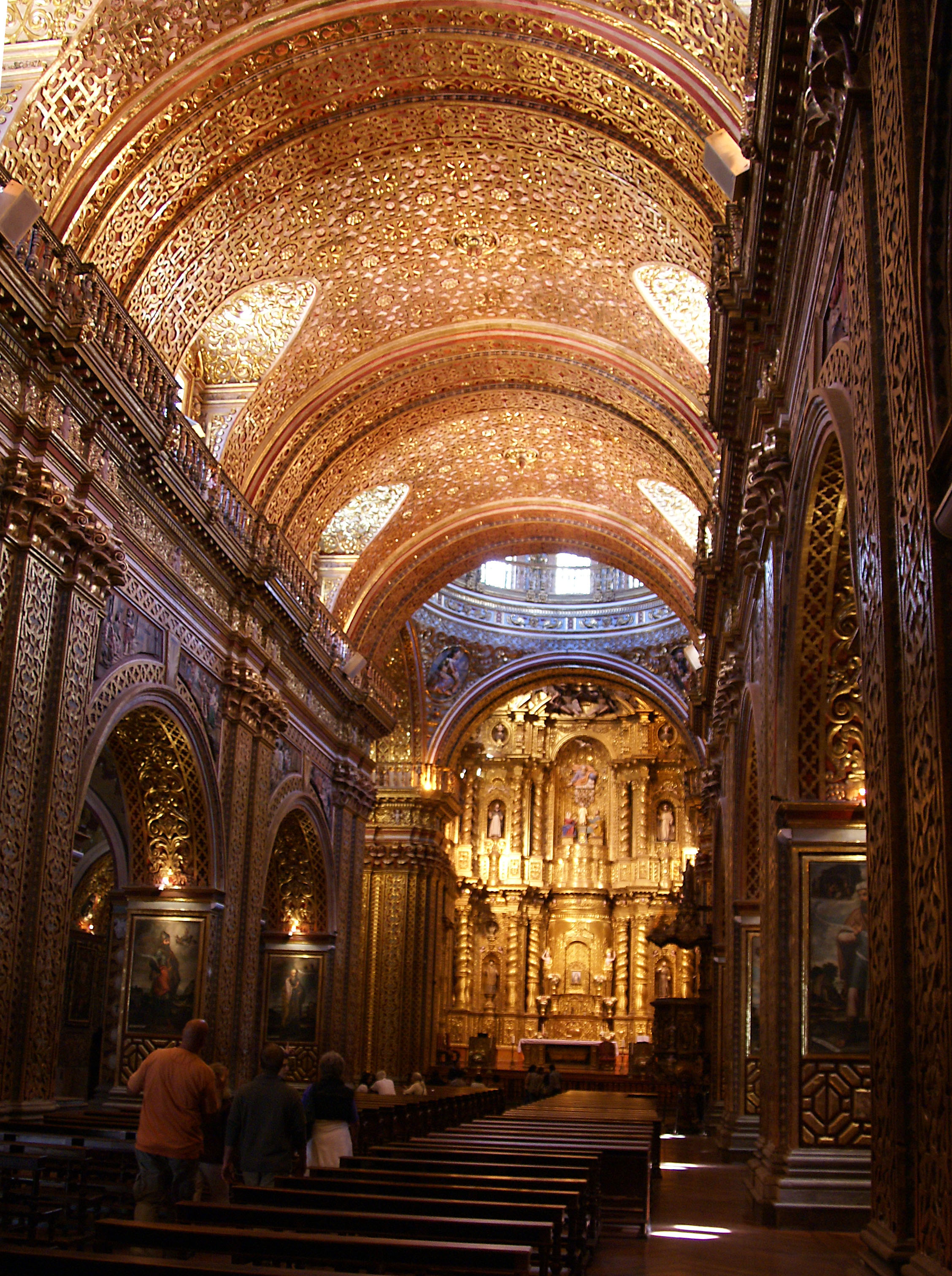
ラ・コンパーニア教会の内部

### サン・アグスティン聖堂
サン・アグスティン聖堂は16世紀末のスペイン人建築家フランシスコ・デ・ベセーラによって建造されたアグスティン会の聖堂で、1809年には数週間で失効の憂き目にあったとはいえ、独立宣言の署名が行われた場所でもあった。現在残る聖堂は、1868年の地震の後に修復されたものである。

## 登録経緯
キトの市街は世界遺産リストへの物件登録が最初に行われた第2回世界遺産委員会で登録が決議された。世界遺産委員会の諮問機関である国際記念物遺跡会議(ICOMOS) の事前勧告も登録がふさわしいとするものであり、クラクフ歴史地区（ポーランド）、ゴレ島（セネガル）、ランス・オ・メドー国定史跡（カナダ）などとともに、最初の世界遺産12件のひとつとなったのである。
また、キトの市街はガラパゴス諸島とともに、最初のエクアドルの世界遺産でもある。

### 登録基準
この世界遺産は世界遺産登録基準のうち、以下の条件を満たし、登録された（以下の基準は世界遺産センター公表の登録基準からの翻訳、引用である）。
- (2) ある期間を通じてまたはある文化圏において、建築、技術、記念碑的芸術、都市計画、景観デザインの発展に関し、人類の価値の重要な交流を示すもの。
- (4) 人類の歴史上重要な時代を例証する建築様式、建築物群、技術の集積または景観の優れた例。

ICOMOSは、基準 (2), (3), (5) に該当するとしていて、それらの基準は、キトの市街では人と自然が一体となって、独特の都市景観が生み出されたことなどに対して適用できるとされていた。
実際に採択された基準 (2) と (4) の適用理由については、第2回世界遺産委員会の決議集では明示されていなかった。しかし、2013年の第37回世界遺産委員会ではその適用理由について遡及的採択が行われ、基準 (2) については、キト派が地元のアウディエンシア管区内の諸都市および、近隣管区内の諸都市に大きな影響を与えたこととの対応関係が示された。基準 (4) については当初ICOMOSに示されていた上記の人と自然が一体となって、独特の都市景観が生み出されたことに対応するものとされた。

## 修復
キトの市街は、登録地域内の建造物の修復などのために、1981年から1999年までの間に計16回、総額391,800ドルの助成金を、世界遺産基金から拠出されている。